# 命運女神 (馬)
命運女神，是日本純種競賽馬匹。生涯活躍於中距離賽事，曾勝出2014年女皇伊利沙伯二世盃及2015年產經大阪盃。

## 出賽前
2010年1月30日出生於北海道安平町北部牧場，成長途中被馬主大島昌也於拍賣會以3150萬日圓購入。
其後交由栗東訓練中心練馬師角居勝彥訓練。

## 競賽生涯

### 2歲
2012年12月2日出戰阪神競馬場2歲新馬戰，於川田將雅策騎下成功於第三彎道加速取得領先，最終以1 1/4馬位優勢獲得首勝。

### 3歲
2013年首戰爲堇錦標，但於直路上有些微失速跡象，最終以第六完賽。
其後出戰二級賽花仙錦標，比賽途中一直停留於較後方位置，於直路上未能成功進一步加速，最終以第十一大敗。
夏季休養過後，於9月出戰條件戰甲武特別。比賽開始後，其於中團位置保持穩定節奏推進，於進入直路後成功加速衝出，最終於保持衝刺下成功以2 1/2馬位拋離第二名取得勝利。
其後出戰條件戰鳴瀧特別，以1.8獨贏賠率獲得第一人氣。比賽開始後，雖然其保持較慢的推進節奏，但於進入直路後隨即以凌厲的衝勁由外檔位置加速衝刺，最終成功於終點線前超越Remain Silent取得冠軍。
11月10日出戰女皇伊利沙伯二世盃，將和極峰、名將間風及有型露比等強敵決戰。比賽開始後，其於外檔前方位置推進，而一衆大熱強敵則於處較後的中團。通過第四彎道後，其繼續保持節奏以第二進入直路，此時後方的名將間風亦開始於外檔位置加速。進入直路後，其仍然保持速度衝刺，但於最後200米被爆發末腳速度的名將間風超越，最終獲得第二。

### 4歲
2014年首戰爲2月的京都紀念，比賽途中一直保持穩定節奏，但始終未能作出進一步加速，最終獲得第四。
其後出戰中日新聞盃，於其中發揮良好表現，可惜於直路被後上的馬田鎮超越，最終以鼻位憾負。
完成賽事後於福島縣天榮村北部牧場天榮分場作短暫放草，以作輕微的調整。
5月18日出戰維多利亞一哩賽，比賽途中其一直保持於後方位置，進入直路後並未有嘗試加速的徵兆，最終以第十五大敗。
由於維多利亞一哩賽的失利以及其體重嚴重下降的原因，其進入3個月的休養以調整身體狀態。
9月出戰產經賞作爲復出戰，比賽途中處於第三的位置推進，通過最後彎道後開始抽出外檔加速，最終僅以1/2差距落敗於欣喜之淚獲得亞軍。
11月16日出戰女皇伊利沙伯二世盃，僅次於新紀錄及名將間風獲得第三人氣。比賽開始後，前方由Sunshine及極峰帶頭領放，以命運女神則於中團位置推進。進入直路後，位於外檔的名將間風開始失速，以內欄的新紀錄則繼續保持速度行進，此時命運女神亦由直路中間位置加速衝刺，最終成功於終點線前超越對手，以頸位優勢壓過新紀錄取得首個一級賽冠軍。

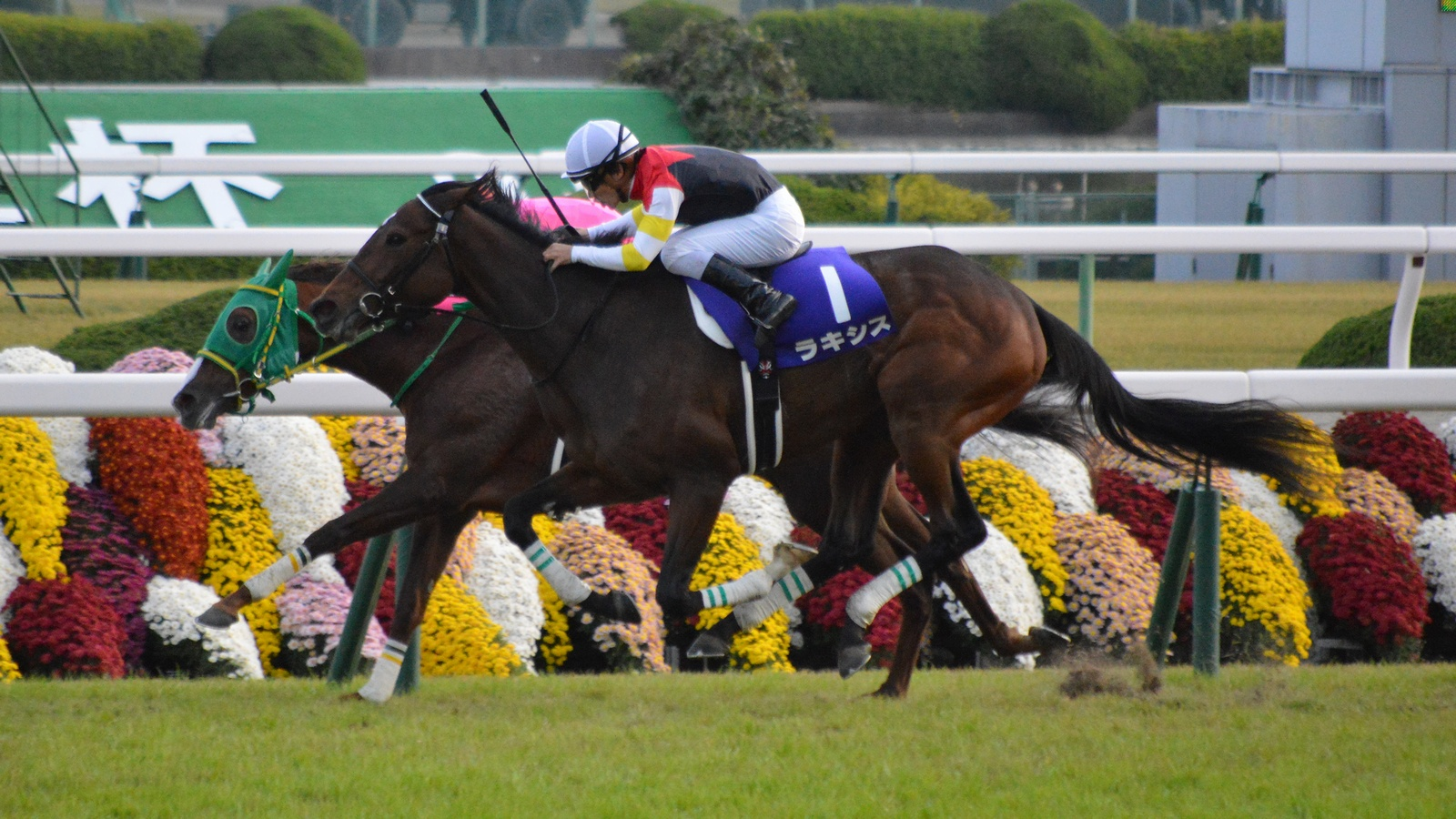
出戰女皇伊利沙伯二世盃的命運女神

其後於12月出戰有馬紀念，雖然通過第四彎道時成功處於先頭位置，但於直路上未能保持優勢，最終以第六名完賽。

### 5歲
2015年首戰爲產經大阪盃，比賽途中一直處於後方位置等待時機，進入直路後開始加速衝刺，最終成功超越以後上馬姿態取得領先的同父馬高情厚意，更拉開2馬位優勢獲得冠軍。

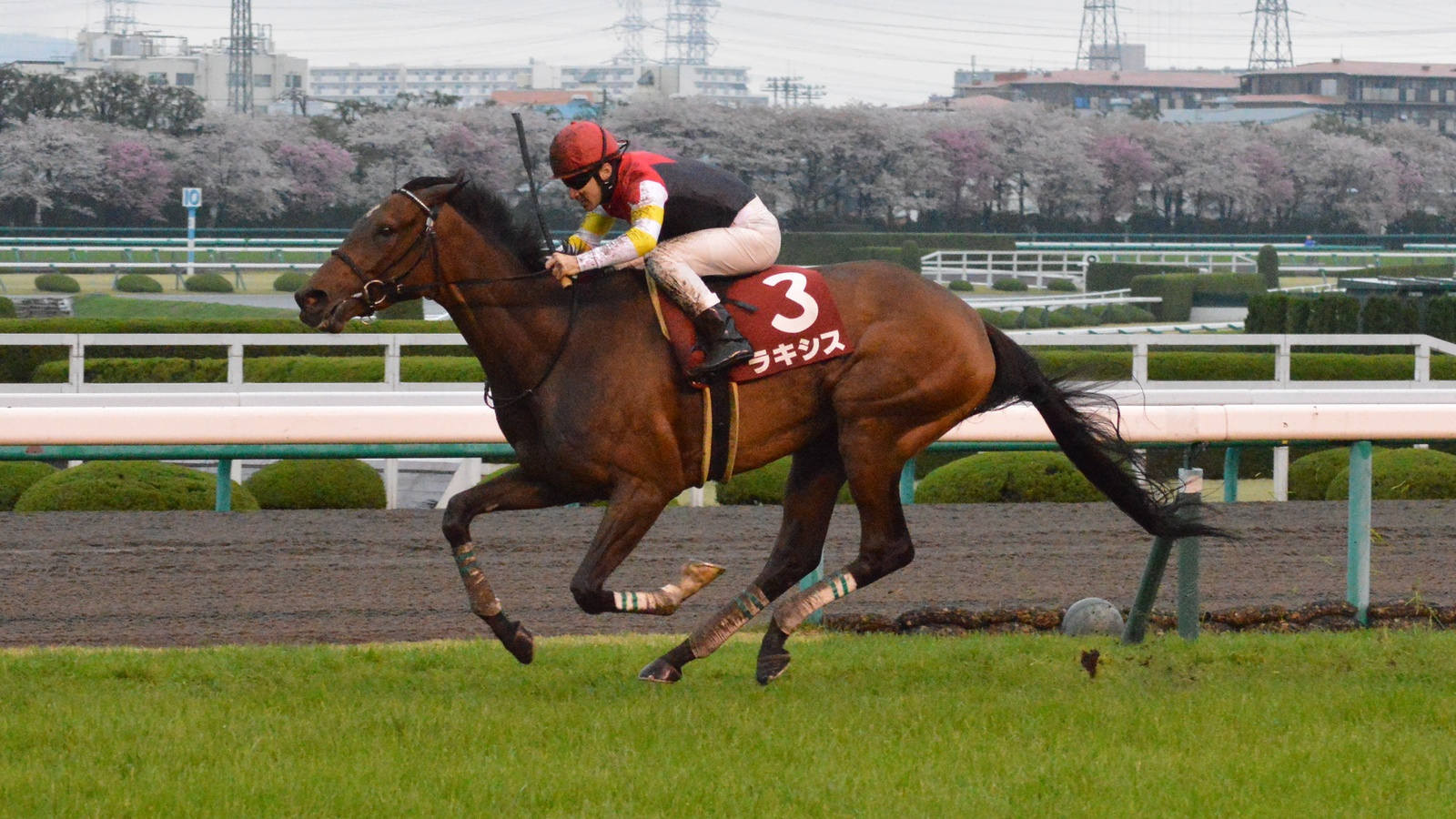
出戰產經大阪盃的命運女神

但其後成績未如理想，於寶塚紀念獲得第八後，由於札幌紀念及京都大賞典分別獲得第五及第四。
於11月15日第三度出戰女皇伊利沙伯二世盃後以第十一大敗後，陣營便安排其退役。

### 詳細賽績
| 日期       | 舉辦國家 | 馬場 | 距離   | 級別 | 賽事名稱           | 負重 | 騎師     | 馬號 | 出馬 | 名次 | 時間   | 頭馬（二馬）       |
| ---------- | -------- | ---- | ------ | ---- | ------------------ | ---- | -------- | ---- | ---- | ---- | ------ | ------------------ |
| 2/12/2012  | 日本     | 阪神 | 草2000 |      | 2歲新馬            | 54   | 川田將雅 | 2    | 7    | 1    | 2:08.1 | （Seiun Himawari） |
| 24/2/2013  | 日本     | 阪神 | 草2200 | OP   | 堇錦標             | 54   | 岩田康誠 | 5    | 8    | 6    | 2:17.4 | Narita Pirates     |
| 21/4/2013  | 日本     | 東京 | 草2000 | GII  | 花仙錦標           | 54   | 江田照男 | 9    | 18   | 11   | 2:04.5 | 有型露比           |
| 17/9/2013  | 日本     | 阪神 | 草2200 |      | 甲武特別           | 54   | 川田將雅 | 4    | 12   | 1    | 2:13.4 | （Cerulean Dingo） |
| 13/10/2013 | 日本     | 京都 | 草2200 |      | 鳴瀧特別           | 54   | 川田將雅 | 9    | 12   | 1    | 2:14.9 | （Remain Silent）  |
| 10/11/2013 | 日本     | 京都 | 草2200 | GII  | 女皇伊利沙伯二世盃 | 54   | 川田將雅 | 18   | 18   | 2    | 2:16.8 | 名將間風           |
| 16/2/2014  | 日本     | 京都 | 草2200 | GII  | 京都紀念           | 53   | 川田將雅 | 5    | 12   | 4    | 2:16.3 | Desperado          |
| 15/3/2014  | 日本     | 中京 | 草2000 | GⅢ   | 中日新聞盃         | 54   | 川田將雅 | 6    | 18   | 2    | 2:01.7 | 馬田鎮             |
| 17/5/2014  | 日本     | 東京 | 草1600 | GI   | 維多利亞一哩賽     | 55   | 川田將雅 | 6    | 18   | 15   | 1:33.1 | 極峰               |
| 28/9/2014  | 日本     | 新潟 | 草2200 | GII  | 產經賞             | 54   | 川田將雅 | 6    | 18   | 2    | 2.12.3 | 欣喜之淚           |
| 16/11/2014 | 日本     | 京都 | 草2200 | GI   | 女皇伊利沙伯二世盃 | 56   | 川田將雅 | 1    | 18   | 1    | 2:12.3 | （新紀錄）         |
| 28/12/2014 | 日本     | 中山 | 草2500 | GI   | 有馬紀念           | 55   | 杜滿樂   | 5    | 16   | 6    | 2:35.5 | 貴婦人             |
| 5/4/2015   | 日本     | 阪神 | 草2000 | GII  | 產經大阪盃         | 55   | 李慕華   | 3    | 14   | 1    | 2:02.9 | （高情厚意）       |
| 28/6/2015  | 日本     | 阪神 | 草2200 | GI   | 寶塚紀念           | 56   | 李慕華   | 13   | 16   | 8    | 2:14.8 | 朗日清天           |
| 23/8/2015  | 日本     | 札幌 | 草2000 | GII  | 札幌紀念           | 55   | 李慕華   | 1    | 15   | 5    | 1:59.2 | 解密精英           |
| 12/10/2015 | 日本     | 京都 | 草2400 | GII  | 京都大賞典         | 55   | 武豐     | 8    | 10   | 4    | 2:24.0 | 朗日清天           |
| 15/11/2015 | 日本     | 京都 | 草2200 | GI   | 女皇伊利沙伯二世盃 | 56   | 莫雅     | 10   | 18   | 11   | 2:15.3 | 勝之石             |

## 退役後
退役後，命運女神成爲了繁殖雌馬，於北海道安平町北部牧場休養，2016年進行配種。首匹子嗣Sylvis於2017出身，可於2019年出賽。

### 詳細繁殖資料
| 數目   | 馬名           | 出生年 | 性別 | 父系     | 練馬師         | 馬主     | 戰績                       |
| ------ | -------------- | ------ | ---- | -------- | -------------- | -------- | -------------------------- |
| 第一匹 | Sylvis         | 2017   | 雌   | 統治地位 | 栗東・角居勝賢 | 大島昌也 | 2戰0冠2亞0季（退役・繁殖） |
| 第二匹 | Virgin Mary    | 2018   | 雌   | 醋丈夫   |                |          | （未出賽・繁殖）           |
| 第三匹 | Red Mirage     | 2019   | 雌   | 夏威夷王 | 美浦・栗田徹   | 大島昌也 | 12戰2冠2亞1季（退役）      |
| 第四匹 | Maxi           | 2020   | 雄   | 神威啟示 | 栗東・辻野泰之 | 大島昌也 | 11戰4冠2亞2季（現役）      |
| 第五匹 | Double Epsilon | 2021   | 雌   | 金之霸   | 栗東・矢作芳人 | 大島昌也 | 2戰0冠0亞0季（退役・繁殖） |
| 第六匹 | Mirage Knight  | 2022   | 雄   | 緬甸皇城 | 栗東・辻野泰之 | 大島昌也 | 5戰1冠2亞1季（現役）       |
| 第七匹 | 命運女神2023   | 2023   | 雄   | 農神節慶 |                |          | （出賽前）                 |
| 第八匹 | 命運女神2024   | 2024   | 雄   | 神威啟示 |                |          | （出賽前）                 |

## 血統簡介
父系大震撼爲日本賽駒，爲日本賽馬史上第二匹無敗三冠馬，生涯出戰十四場賽事僅得兩場未能勝出，退役後配種成績亦極爲優秀。祖父週日寧靜是美國三冠賽雙軍馬，退役後在日本配種，在日本馬壇相當成功，贏得多項分級賽事，其子嗣贏得巨額獎金。
母系Magic Storm爲美國賽駒，生涯戰績不俗，曾勝出二級賽萬滿園橡樹大賽。外祖父爲美國著名種馬雷貓，爲1990年代最具代表性的種馬之一。

### 血統表
| 父線：週日寧靜系（Halo系）            |                             |              |                 |
| 種馬 大震撼 2002年（棗色）            | 週日寧靜 1986年（棕色）     | Halo         | Hail to Reason  |
| 種馬 大震撼 2002年（棗色）            | 週日寧靜 1986年（棕色）     | Halo         | Cosmah          |
| 種馬 大震撼 2002年（棗色）            | 週日寧靜 1986年（棕色）     | Wishing Well | Understanding   |
| 種馬 大震撼 2002年（棗色）            | 週日寧靜 1986年（棕色）     | Wishing Well | Mountain Flower |
| 種馬 大震撼 2002年（棗色）            | 風中秀髮 1991年（棗色）     | Alzao        | 利法爾          |
| 種馬 大震撼 2002年（棗色）            | 風中秀髮 1991年（棗色）     | Alzao        | Lady Rebecca    |
| 種馬 大震撼 2002年（棗色）            | 風中秀髮 1991年（棗色）     | Burghclere   | Busted          |
| 種馬 大震撼 2002年（棗色）            | 風中秀髮 1991年（棗色）     | Burghclere   | Highclere       |
| 繁殖雌馬 Magic Storm 1999年（深棗色） | 雷貓 1983年（深棗色）       | 雷鳥         | 北地舞人        |
| 繁殖雌馬 Magic Storm 1999年（深棗色） | 雷貓 1983年（深棗色）       | 雷鳥         | South Ocean     |
| 繁殖雌馬 Magic Storm 1999年（深棗色） | 雷貓 1983年（深棗色）       | Terlingua    | 秘書處          |
| 繁殖雌馬 Magic Storm 1999年（深棗色） | 雷貓 1983年（深棗色）       | Terlingua    | Crimson Saint   |
| 繁殖雌馬 Magic Storm 1999年（深棗色） | Foppy Dancer 1990年（棗色） | Fappiano     | 淘金者          |
| 繁殖雌馬 Magic Storm 1999年（深棗色） | Foppy Dancer 1990年（棗色） | Fappiano     | Killaloe        |
| 繁殖雌馬 Magic Storm 1999年（深棗色） | Foppy Dancer 1990年（棗色） | Water Dance  | 尼真斯基        |
| 繁殖雌馬 Magic Storm 1999年（深棗色） | Foppy Dancer 1990年（棗色） | Water Dance  | Luiana          |
| 雌系：號族：16-h                      |                             |              |                 |
| 五代內近親交配：北地舞人 5×4×5        |                             |              |                 |

## 命名由來
名字Lachesis（ラキシス）出自希腊神话中命運三女神之一的拉刻西斯，香港則直接翻譯为「命運女神」。

## 外部連結
- 命運女神 netkeiba.com （页面存档备份，存于）
- 血統表 （页面存档备份，存于）